# Carlos Bonvalot
Carlos Augusto Bonvalot (24 de Julho de 1893 - 13 de Fevereiro de 1934) foi um pintor português do início do século XX, conhecido pelos seus retratos de natureza intimista e pelas suas representações realistas da vida quotidiana na cidade de Cascais. Além da pintura, Bonvalot foi uma importante autoridade em conservação e restauração de obras de arte; foi também pioneiro no país no exame técnico de pinturas através de raios-X.